# Alastair Hetherington
Hector Alastair Hetherington (ur. 31 października 1919, zm. 3 października 1999) – brytyjski dziennikarz, redaktor gazety i nauczyciel akademicki. Przez prawie dwadzieścia lat był redaktorem The Guardian i jest uważany za jednego z czołowych redaktorów drugiej połowy XX wieku.

## Wczesne życie i początki kariery
Hetherington był synem sir Hectora Hetheringtona, profesora logiki i filozofii w University College w Cardiff, a później Principal of University of Glasgow. Jego matką była Mary Ethel Alison Reid (1886-1966). Uczył się w Gresham’s School w Holt, Norfolk, od 1933 do 1937, a następnie w Corpus Christi College, Oksford od 1938 do 1940, ale jego nauka w Oksfordzie została przerwana przez II wojnę światową. Choć jego krótkowzroczność początkowo powstrzymywała go od służby w pułku bojowym, ostatecznie wstąpił do Royal Armoured Corps, a następnie został przeniesiony do Yeomanry w Northamptonshire. Krótko po lądowaniu w Normandii był kapitanem czołgów posuwającym się w kierunku Vire, gdy jego pojazd został zniszczony. Zakończył karierę wojskową jako major w Intelligence Corps.
Przez trzymiesięczny staż jako podwykonawca dla Glasgow Herald, Hetherington otrzymał propozycję pracy jako redaktor naczelny Die Welt, pierwszej niemieckiej gazety narodowej, która po wojnie została wyprodukowana w brytyjskiej strefie. Dzięki temu doświadczeniu podjął decyzję o kontynuowaniu kariery w dziennikarstwie, a nie w środowisku akademickim, a rok później powrócił do Glasgow Herald jako podwykonawca i autor artykułów na temat kwestii obronnych.

## Publikacje
- Guardian Years (Londyn: Chatto & Windus, 1981), ISBN 978-0-7011-2552-3
- News, Newspapers and Television (Macmillan, Londyn, 1985) ISBN 978-0-333-38606-4
- News in the Regions: Plymouth Sound to Moray Firth (Houndmills, Basingstoke, Hampshire : Macmillan Press, 1989) ISBN 0-333-48231-X
- Highlands and Islands: A Generation of Progress (Aberdeen University Press, 1990) ISBN 0-08-037980-X
- Inside BBC Scotland 1975–80 A Personal View (Whitewater, Edynburg 1992) ISBN 0-9519619-0-X
- A Walker's Guide to Arran (1995)